# Ramírez (Tabasco)
Ramírez es una localidad del municipio de Huimanguillo ubicado en la subregión de la Chontalpa del estado mexicano de Tabasco.

## Geografía
La localidad de Ramírez se sitúa en las coordenadas geográficas 17°55′22″N 94°00′29″O / 17.922778, -94.008056, a una elevación de -6 metros sobre el nivel del mar.

## Demografía
Según el Conteo de Población y Vivienda 2020, efectuado por el Instituto Nacional de Estadística y Geografía, la localidad de Ramírez tiene 19 habitantes, de los cuales 10 son del sexo masculino y 9 del sexo femenino. Su tasa de fecundidad es de 2 hijos por mujer y tiene 6 viviendas particulares habitadas.
| Gráfica de evolución demográfica de Ramírez entre 1990 y 2020 |
|                                                               |
| INEGI.                                                        |